# Sint-Bernardusabdij (Bornem)
De Sint-Bernardusabdij aan de Kloosterstraat in Bornem is een voormalig klooster, nu een woonproject. Het klooster werd in 1603 gesticht door Pedro Coloma, heer van Bornem. De abdij van Hemiksem, en dus ook van Bornem, is genoemd naar Bernardus van Clairvaux.

## Geschiedenis

### Klooster van het Heilig Kruis
De abdij van Bornem, ook bekend als het "Engels Klooster", kent een lange voorgeschiedenis. Ze werd in 1603 gesticht als Klooster van het Heilig Kruis door Pedro Coloma, baron van Borhem, om er de relieken te bewaren van het Heilig Kruis die in 1588 in zijn bezit waren gekomen. Het lukte hem evenwel niet er een vaste kloostergemeenschap in onder te brengen. In 1658 werd het klooster overgenomen door Engelse dominicanen, op de vlucht voor de godsdienstvervolgingen in hun eigen land en die stichten er vanaf 1659 een school voor leken, het zogenoemde college waar zowel Engelse als Vlaamse leerlingen werden opgeleid. De oorspronkelijke gebouwen werden vanaf 1769 afgebroken en men begon datzelfde jaar aan de bouw van een nieuwe classicistische abdij, de huidige gebouwen, onder leiding van de Brusselse architect Jan Vangelder. De gebouwen waren voltooid in 1773 en volledig afgewerkt omstreeks 1782. Alleen de oude kerk werd bewaard.
Volgens een bouwhistorisch onderzoek dat werd uitgevoerd door Vincent Debonne, Eva Van Regenmortel, Anna Bergmans en Thomas Coomans van het Vlaams Instituut voor het Onroerend Erfgoed en de VUB blijkt dat de eerste verdieping van de drie kloostervleugels in grote mate zijn oorspronkelijke laat-18e-eeuwse karakter behouden heeft. Dit is vrij uitzonderlijk omdat de meeste kloosters door de Fransen werden geplunderd of gesloopt. De abdij van Bornem ontsnapte aan dit lot omdat ze een Engelse enclave vormde en beschouwd werd als een onderwijsinstelling veeleer dan als een klooster.
In 1794 vluchtten de Engelse kloosterlingen uiteindelijk toch voor de Franse bezetter naar Londen en nemen de relieken van het heilig Kruis, het archief en de bibliotheek mee op hun vlucht. In 1809 wordt het klooster alsnog gesloten, maar de gebouwen bleven tot 1825 in het bezit van de Engelse Dominicanen. Ze verkochten ze in 1825 aan de Deurnse makelaar Philip Storms

### Cisterciënzerabdij
In 1836 worden de gebouwen verkocht aan de cisterciënzers van Hemiksem die in oktober 1833 de gebouwen hadden gehuurd van de familie Storms en zich in Bornem hadden gevestigd om daar hun gemeenschap opnieuw uit te bouwen onder leiding van superior Vincentius De Clercq. Bornem en Val-Dieu waren de enige cisterciënzerkloosters van de achttien in België die na de Franse Revolutie weer tot leven kwamen. In 1840, tijdens het abbatiaat van Robertus van Ommeren (1835-1895), de eerste abt van de cisterciënzergemeenschap in Bornem, werd de oude kerk vervangen door een nieuw neoclassicistisch gebouw, de huidige abdijkerk. Deze nieuwe kerk naar een ontwerp van Antwerpse architect J. E. Franssen, werd ingewijd op 27 september 1842 door kardinaal Sterckx. Abt Van Ommeren nam ook het initiatief voor de bouw van een vleugel voor de lekenbroeders in 1863 en van de bibliotheek in 1872 naar een ontwerp van de Antwerpse provinciale architect Joseph Schadde. In 1903 werd nog een hoekgebouw voor het archief bijgebouwd. Op 20 januari 1998 werd de Sint-Bernardusabdij geklasseerd als beschermd monument.
Bij de verkiezing van Robertus van Ommeren tot nieuwe superieur in 1835 werden alle rechten en privilegies en de naam van de voormalige abdij in Hemiksem overgedragen aan het klooster in Bornem door Mgr. Corselis apostolisch visitator. Van Ommeren werd in 1856 in Rome tot abt gewijd. De cisterciënzers van Hemiksem brengen naast ander roerend goed ook de voormalige bibliotheek en het archief van de Sint-Bernardusabdij van Hemiksem over naar Bornem. Dit was de start van de huidige bibliotheek.

## Abten
De abdij van Bornem werd sedert haar heroprichting als cisterciënzer abdij geleid door:
- Vincentius De Clercq (1833-1835) superior, geen abt
- Robertus van Ommeren (1835-1895) superior tot 1856, in 1856 tot abt gewijd
- Amedeus de Bie (1895-1900): sobrie juste pie, vanaf 1900 verkozen tot abt-generaal te Rome
- Thomas Schoen (1901-1934): dirige cressus meos
- Godefridus Indewey (1935-1940): suave doctrina pascere
- Eugenius Dirckx (1941-1955): auxilium a domino
- Robertus Peeters (1955-1965)
- Gerardus Wassenberg (1975-1987): cum spiritu Christi
- Edmundus Van Dam (1987-1993)
- Leo Van Schaverbeeck (1993-2022)

## Bibliotheek
In 1872 kwam er onder andere een bibliotheek bij naar ontwerp van J. Schadde. Mede door bibliothecarissen zoals paters Edmundus de Fierlant en pater Benedictus Van Doninck wordt het boekenbezit van de abdij uitgebreid tot een bijzondere verzameling. Beroemd is de verzameling werken over de Cisterciënzer Orde. Van de oude abdij van Hemiksem zijn ongeveer 3000 boeken bewaard gebleven, de verzameling is door de eeuwen uitgebreid tot ruim 30.000 boeken. Er zijn ook boeken uit de 15e eeuw en oude handschriften met miniaturen uit de 13e en 14e eeuw.

## Galerij

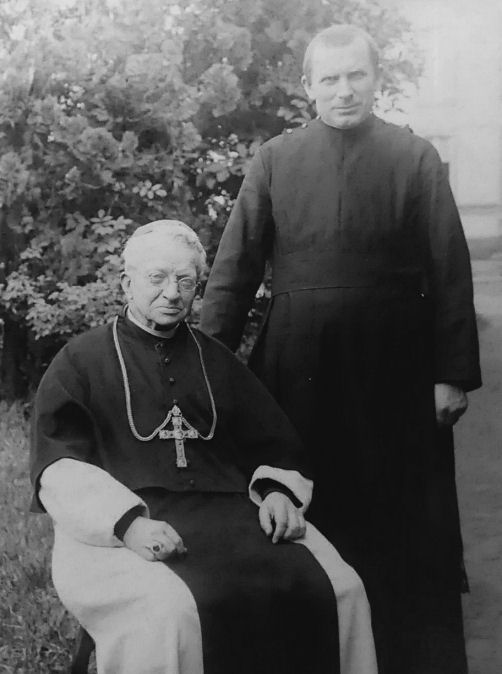
Abt de Bie, met één van zijn monniken
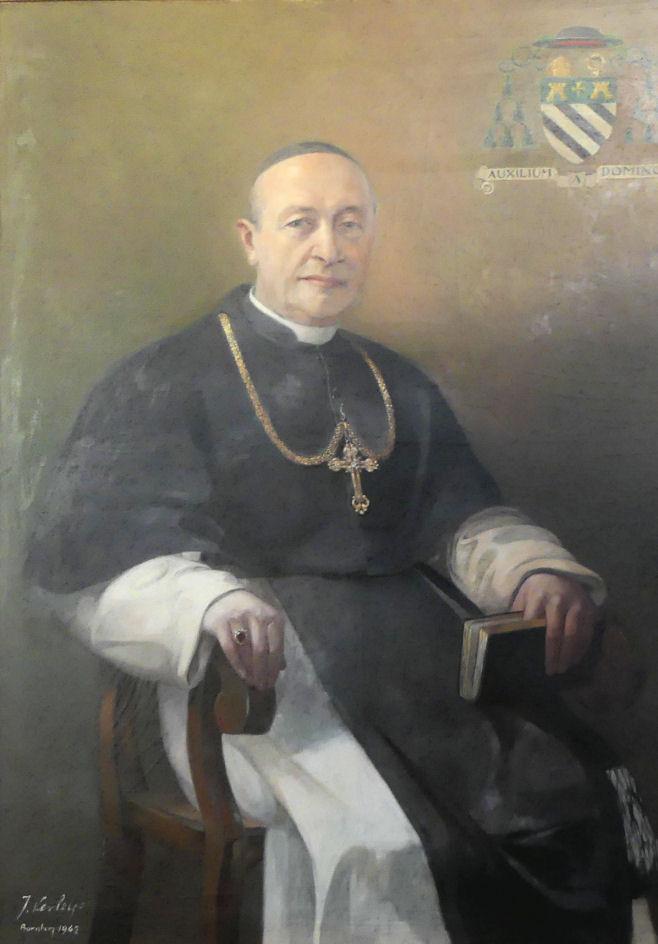
Portret van Abt Eugenius Dirckx
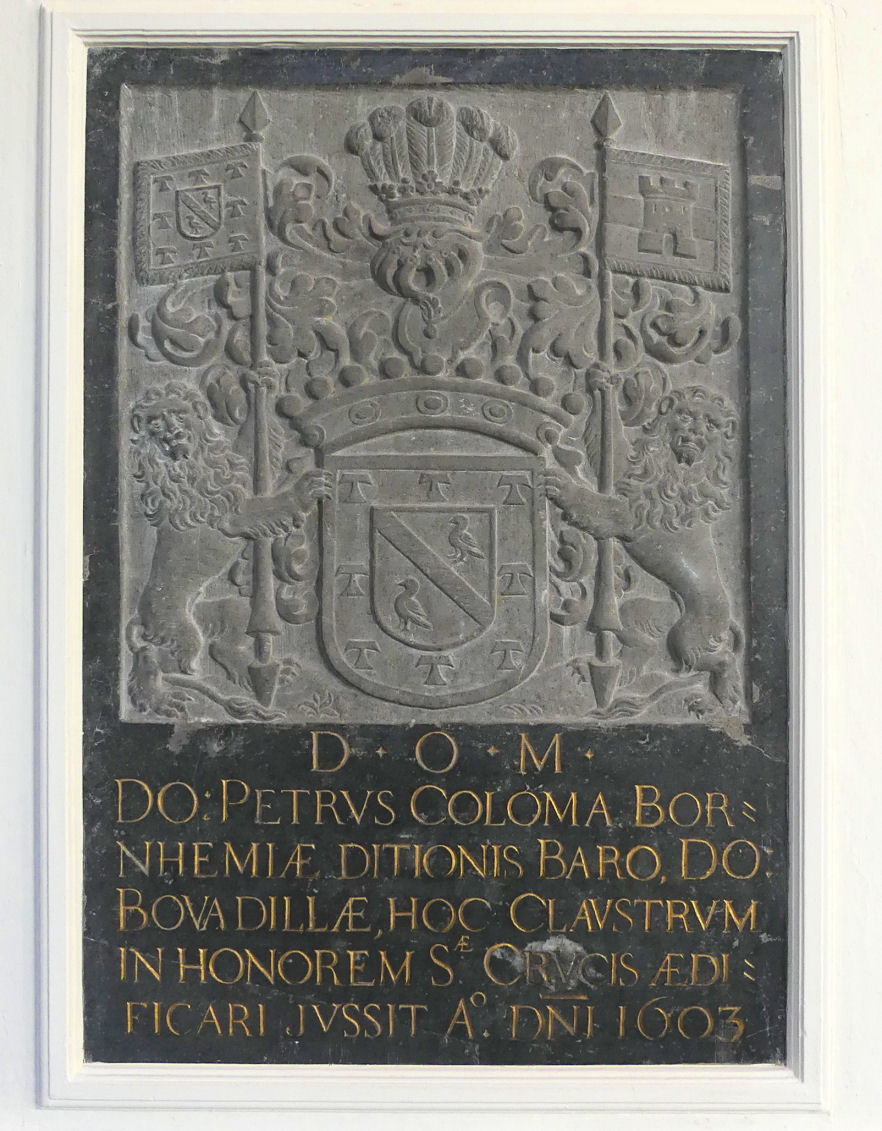
Herdenkinssteen in arduin voor Pedro de Coloma, Baron van Bornem.
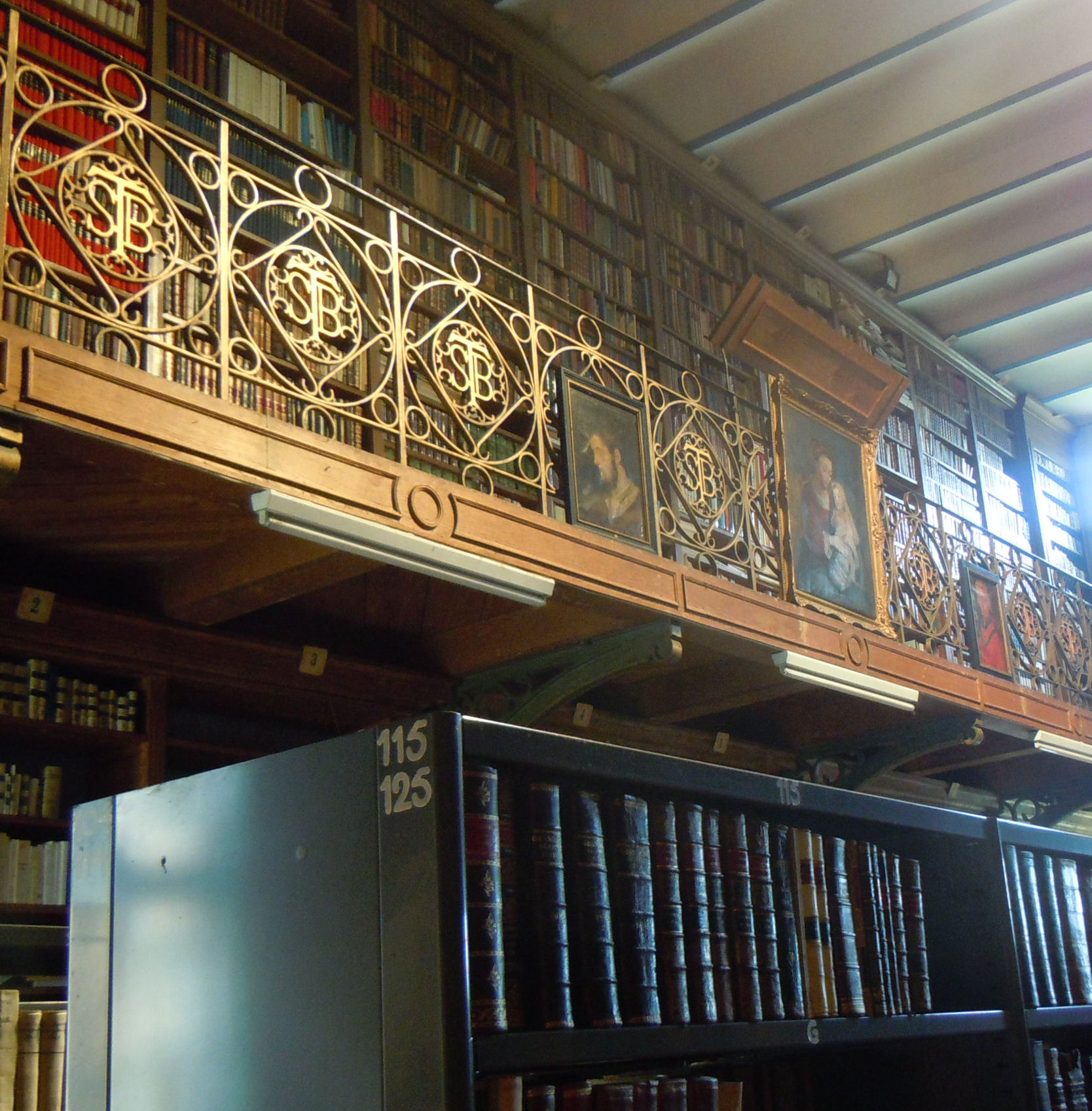
de Bibliotheek; voor de restauratie.
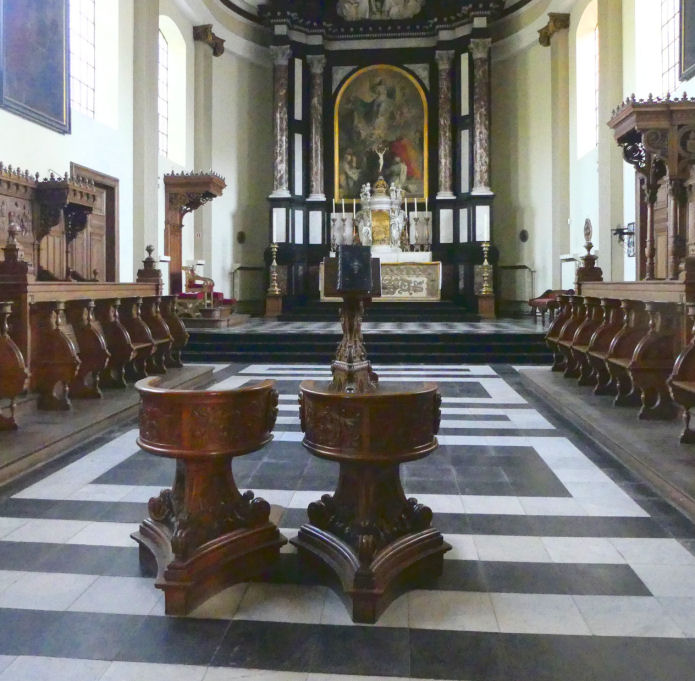
Koorgestoelte, abdijkerk.
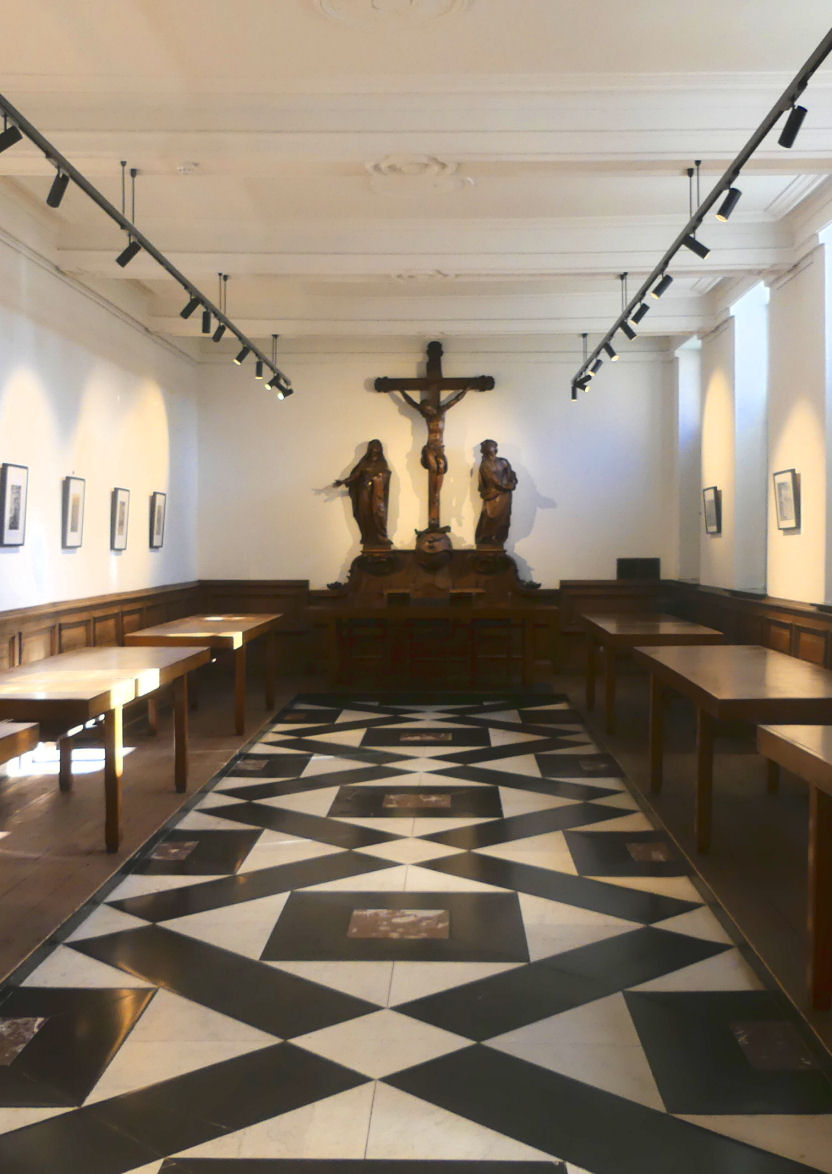
Refter van de monniken, met tafel van de abt
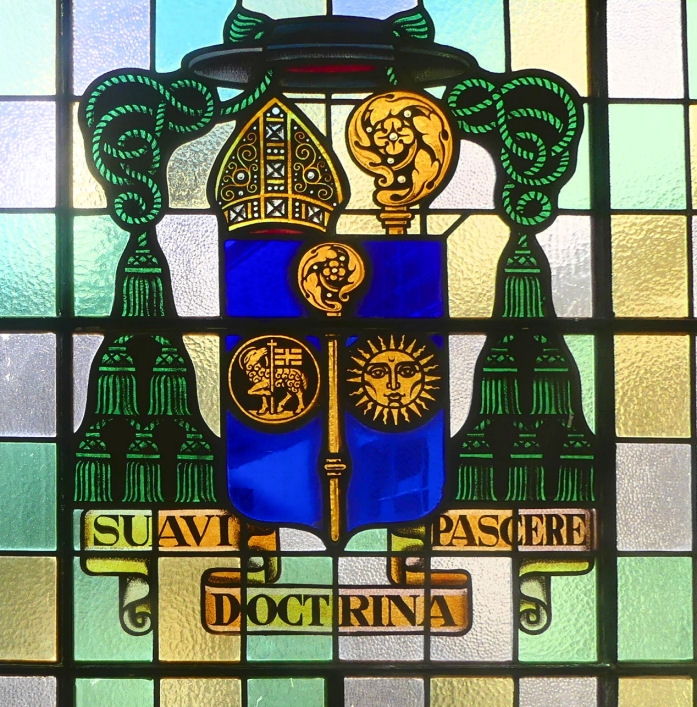
Wapenschild van Abt Indewey
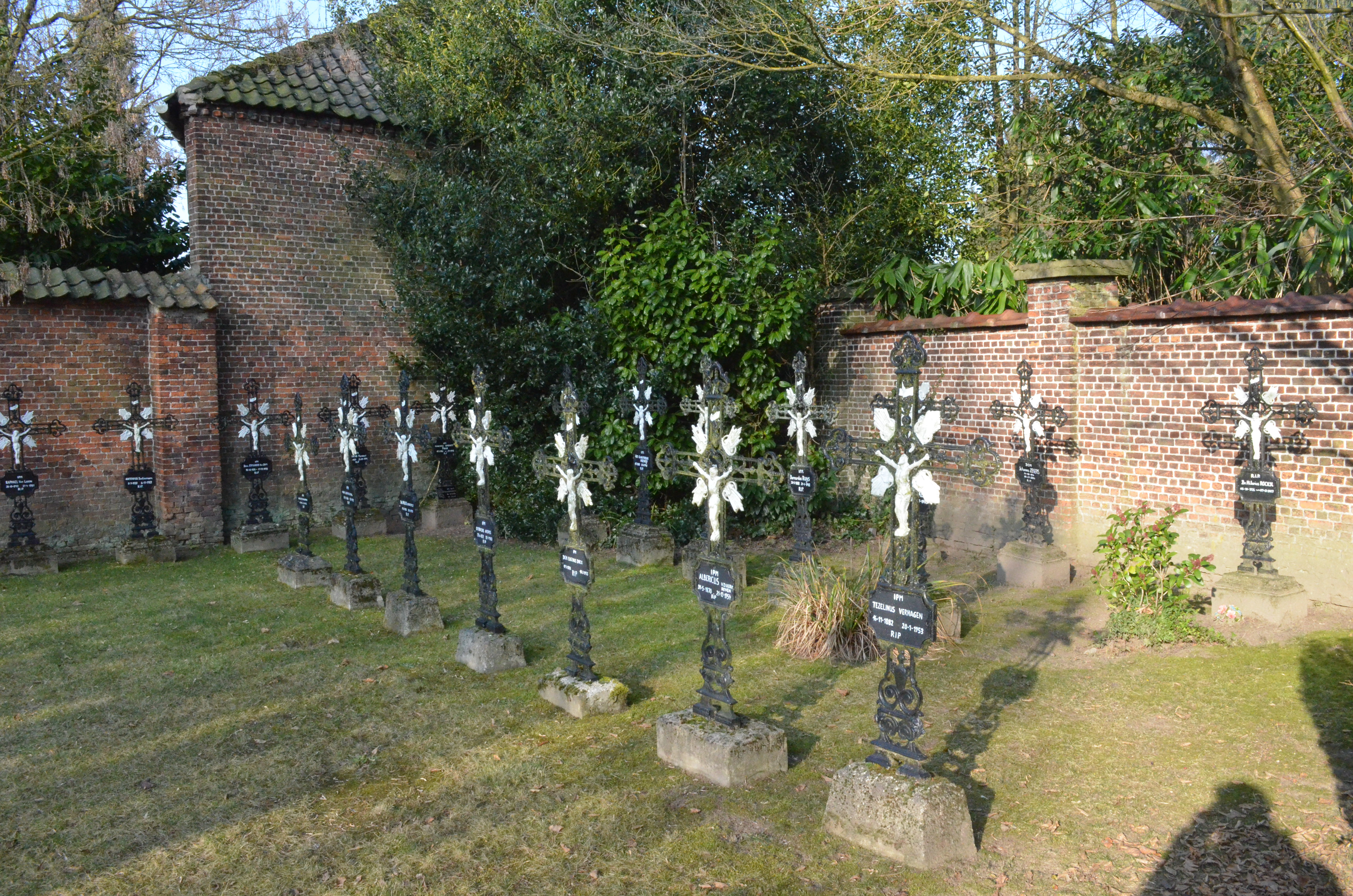
Kerkhof van de monikken